# Computerspielfigur

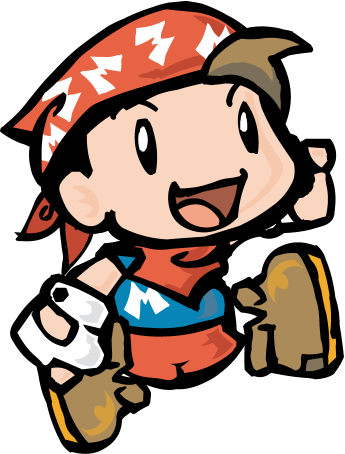
Spielfigur von Secret Maryo Chronicles

Eine Computerspielfigur oder Videospielfigur (kurz: Spielfigur) ist eine Figur in einem Computer- bzw. Videospiel. Eine Spielfigur wird entweder von einem menschlichen Spieler oder von einem Computer gesteuert. Häufig wird als Spielfigur die vom Spieler gesteuerte Figur bezeichnet. Anders als ein Avatar, der die Repräsentation eines Menschen darstellt, ist eine Spielfigur ein eigenes Individuum, das sich vom Spieler unterscheiden kann. Vom Computer gesteuerte feindliche Spielfiguren werden meist als Gegner oder (bei entsprechender Gestaltung) als Monster bezeichnet. Vom Computer gesteuerte neutral oder friedlich eingestellte Spielfiguren werden als Nicht-Spieler-Charaktere (NPCs, von englisch non-player character) bezeichnet. Vom Computer simulierte Mitspieler im Mehrspieler-Modus werden meist als Bots bezeichnet. Spielfiguren werden häufig als Lebewesen dargestellt.

## Geschichte

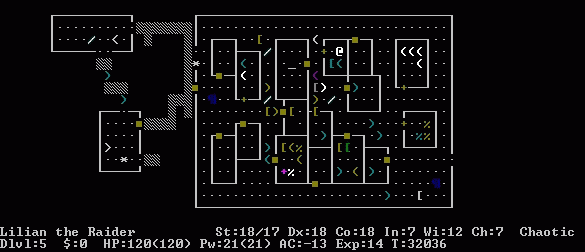
NetHack, das @ ist die Spielfigur

Pac-Man

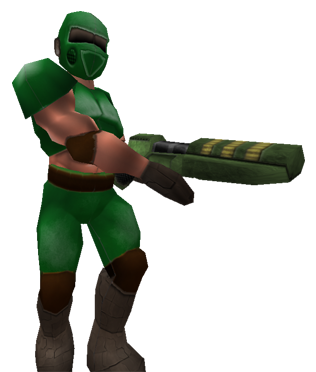
Spielfigur in OpenArena

In der Frühzeit der Computerspiele waren die Spielfiguren durch technische Einschränkungen nur in Grundzügen angedeutet und daher eher abstrakt. Die frühesten Spiele stützten sich weitgehend auf künstliche Objekte als Spielfiguren wie die Raumschiffe in Space War und Asteroids. Andere Spiele nutzten die im ASCII vorhandenen Zeichen, um die Figuren darzustellen (z. B. NetHack). Im Geschicklichkeitsspiel Rock n roll lenkt der Spieler eine Kugel durch dreidimensionale Level. Die erste als Lebewesen gestaltete Spielfigur, die weltweite Berühmtheit erreichte, war Pac-Man. Pac-Man war eine Spielfigur, die auf ihre visuelle Erscheinung beschränkt blieb. Sie wurde nicht mit einer Entstehungslegende oder fiktiven Charaktereigenschaften ausgestattet.
Castle Wolfenstein zeigte als eines der ersten Spiele der Realität nachempfundene Spielfiguren. Wenn menschliche (oder humanoide) Spielfiguren in den frühen Computerspielen auftauchten, waren sie meist männlich, um das anfangs überwiegend männliche Publikum anzusprechen. Das erste Computerspiel, das dem Spieler die Wahl des Geschlechts der Spielfigur überließ, war das isometrische Jump ’n’ Run Ant Attack, bei dem der Spieler entweder als „Held“ das Mädchen retten konnte oder als „Heldin“ den Jungen.
Mit der steigenden Realitätsnähe neuer Computer- und Videospiele legen die Spieleentwickler größeren Wert auf das Design der Spielfiguren. So werden für Spielfiguren mitunter komplette Biographien erstellt. Eine der bekanntesten Videospielfiguren ist Lara Croft, die Protagonistin der Spielreihe Tomb Raider, deren fiktive Lebensgeschichte auch verfilmt wurde.

Spielfigur, wie sie typisch für Point-and-Click-Adventure der 90er Jahre war.

Seit der Mitte der 1990er Jahre werden für Videosequenzen digitalisierte Aufnahmen bekannter Schauspieler aufgenommen. Als eines der ersten Spiele setzte dies die Firma Origin Systems für Teil drei der Serie Wing Commander um. In diesem Spiel traten unter anderem die Schauspieler Mark Hamill, Malcolm McDowell und John Rhys-Davies auf. Bereits ein Jahr später folgte Westwood mit dem ersten Command-&-Conquer-Teil, hier wurden aber vorrangig unbekannte Schauspieler oder Leute aus den eigenen Reihen (Joseph D. Kucan) für die Besetzung der Rollen verpflichtet. 
Später wurde es üblich, auch für kleinere Sprechrollen von Spielfiguren bekannte Schauspieler zu verpflichten. So synchronisierte Rockstar Games die Dialoge der Spieleserie Grand Theft Auto mit eigens für diesen Zweck angefertigten Aufnahmen z. B. der Schauspieler William Fichtner, Mario Perter und Jenna Jameson.

## Identifikation des Spielers mit der Figur
Computerspiele beziehen heute zum großen Teil ihren Reiz aus der Möglichkeit, in der virtuellen Realität Handlungen vornehmen zu können. 
Besonders nach den Schulmassakern am Erfurter Gutenberg-Gymnasium und an der Emsdettener Geschwister-Scholl-Realschule wurde von Seiten einiger Jugendschützer kritisiert, dass sich jugendliche Spieler mit den Spielfiguren sogenannter Ego-Shooter identifizieren und diese Handlungen dann auch in die Realität vornehmen würden. Diese Kritik wird jedoch von Seiten der Spieler zurückgewiesen. Auch in familientauglich geltenden Spielen wie Die Sims oder Singles kann der Spieler die Rolle einer Spielfigur übernehmen und deren „Leben“ gestalten.

## Bekannte Spielfiguren (Auswahl)
- Billy Blaze aus der Commander-Keen-Reihe
- Crash Bandicoot aus der gleichnamigen Spielreihe
- Donkey Kong aus der gleichnamigen Spielreihe
- Duke Nukem aus der gleichnamigen Spielreihe
- Dr. Gordon Freeman aus der Half-Life-Reihe
- Guybrush Threepwood aus der Monkey-Island-Reihe
- Kirby aus der gleichnamigen Spielreihe
- Lara Croft aus der Tomb-Raider-Reihe
- Larry Laffer aus der Reihe Leisure Suit Larry
- Link aus der Zelda-Reihe
- Mario, Maskottchen und Videospielfigur von Nintendo
- Master Chief aus der Halo-Reihe
- Max Payne aus der gleichnamigen Spielreihe
- Mega Man aus der gleichnamigen Spielreihe
- Pac-Man aus dem gleichnamigen Videospiel
- Sam Fisher aus der Tom-Clancy’s-Splinter-Cell-Reihe
- Samus Aran aus der Metroid-Reihe
- Sonic the Hedgehog aus der Sonic-Reihe

## Rollenspiele
In Rollenspielen ist die Spielfigur des Spielers aufgrund der Spielidee als entwicklungsfähiges Individuum angelegt und erhält im Lauf des Spieles beispielsweise durch die freie Verteilung von Erfahrungspunkten eine eigene Persönlichkeit. Bei diesen Spielen sind die Begriffe Spielfigur und Avatar daher gleichbedeutend. Hier wird auch von Spielercharakter gesprochen.